# Acronicta elizabetha
Acronicta elizabetha är en fjärilsart som beskrevs av Smith 1907. Acronicta elizabetha ingår i släktet Acronicta och familjen nattflyn. Inga underarter finns listade i Catalogue of Life.